# Церковь Святого Себастьяна (Манаус)

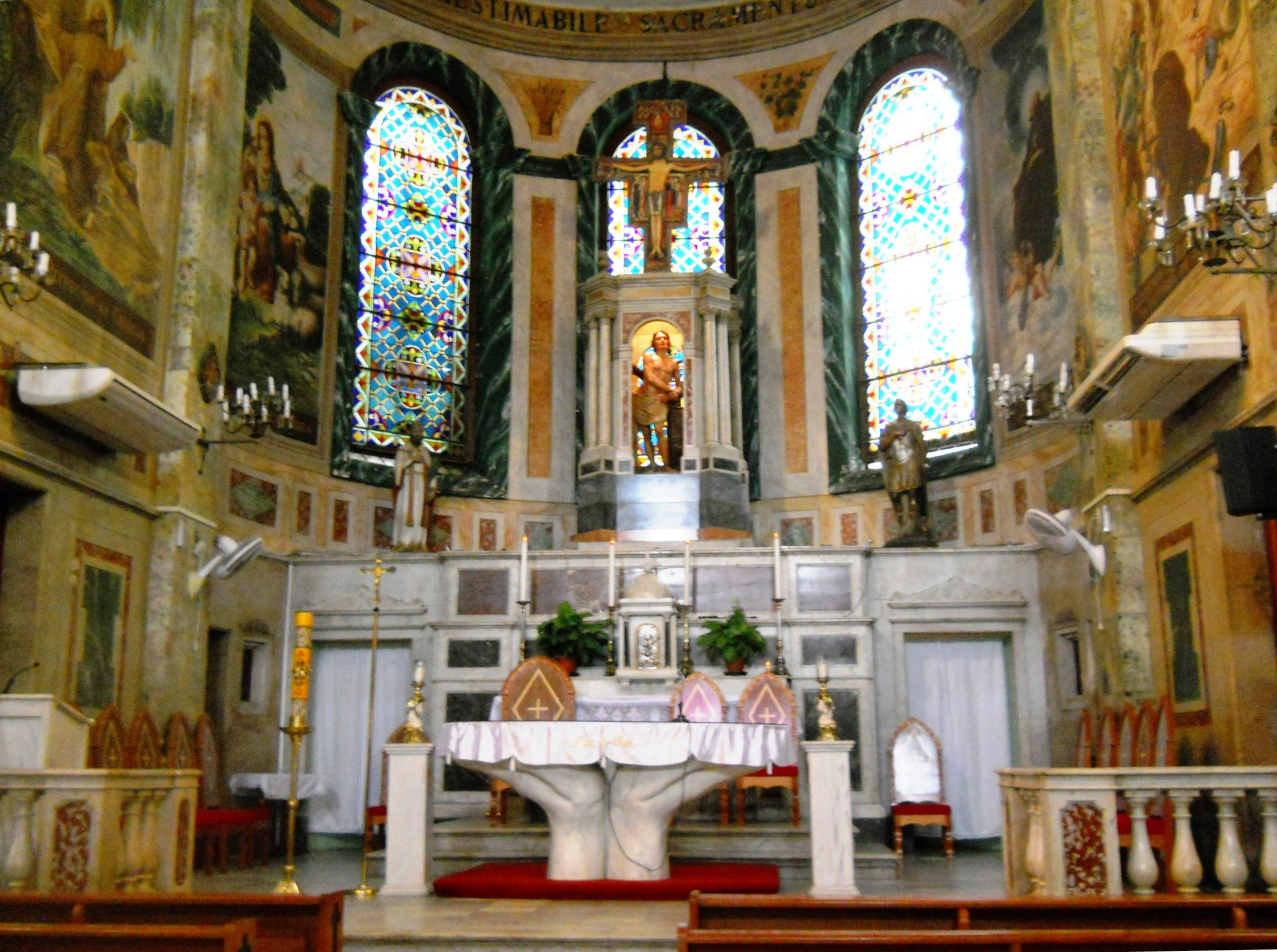
Алтарь

Церковь Святого Себастьяна (порт. Igreja de São Sebastião) — католический храм в городе Манаус, Бразилия. Входит в состав архиепархии Манауса. Одно из сооружений исторического городского центра, который является Национальным памятником Бразилии (№ 1614).
Первая деревянная, покрытая соломой часовня во имя святого Себастьяна в Манаусе на улице Conde D´Eu (современная улица Monsenhor Coutinho), была построена в 1859 году вскоре после прибытия в город первых миссионеров из монашеского ордена францисканцев.
Строительство современного храма в стиле неоклассицизма с некоторыми элементами неоготики началось в 1870 году по инициативе первого настоятеля Жезуальду Маркетти де Лукаса (Jesualdo Marcchetti de Lucca)
. Проект храма разработал архитектор Себастьян Хосе Базилиу Пиррон (Sebastião José Basílio Pyrrho), который ранее в 1878 году построил в Манаусе современный собор Непорочного Зачатия Пресвятой Девы Марии. Церковь была освящена 7 сентября 1888 года.